# Charles Harington
Charles Robert Harington (1 de agosto de 1897 – 4 de febrero de 1972) fue un químico conocido por la síntesis de la tiroxina.

## Vida
A pesar de que nacer y ser criado en Llanerfyl en el norte de Gales, era miembro de la aristocrática familia inglesa Harington, que descentrazaba sus orígenes en el Rutland del siglo XII (y posteriormente en Cumberland). Era el hijo del reverendo Charles Harington de Llanerfyl y su mujer Audrey Emma Bayly. Fue educado en la universidad Malvern y posteriormente en la universidad de Cambridge, graduándose como maestro de artes en 1919.
De 1920 a 1922 fue investigador ayudante en la sección de Terapéutica de la Real Enfermería de Edimburgo. Obtuvo un PhD sobre 'Aspectos de la patología del metabolismo de proteínas' por la Universidad de Edimburgo en 1922. Pasó entonces a ser conferenciante de Patología Química en el University College de Londres.
El gran logro de Harington fue determinar la estructura de la tiroxina, compuesto que Edward Calvin Kendall había logrado aislar en 1914. Eso le permitió sintetizarla artificialmente por primera vez en 1927 junto a George Barger.
Fue profesor de Patología Química en dicha institución entre 1931 y 1942 y posteriormente director del Instituto Nacional para la Investigación Médica entre 1942 y 1962. Fue elegido socio de la Sociedad Real en 1931. Uno de sus alumnos doctorales fue Albert Neuberger, posteriormente profesor de Patología Química en el hospital de St. Mary de Londres, entonces parte de la universidad de Londres.
Fue creado caballero en 1948 y posteriormente nombrado Comandante de la Orden del Imperio británico (KBE) en 1962.
Murió en Mill Hill en el noroeste de Londres el 4 de febrero de 1972.

## Familia
En 1923 se casó con Jessie McCririe Craig. Tuvieron un hijo y dos hijas.

## Publicaciones
- The Thyroid Gland: Its Chemistry and Physiology (1933)